# Peter Ring
Peter Ring (* 24. September 1941 in München)  ist ein deutscher Kernphysiker.
Ring kam als Sohn des Oberlandesgerichtsrats Joseph Ring und der Berta Ring, geb. Christ, zur Welt. Nach dem Abitur studierte er an der Ludwig-Maximilians-Universität München Physik. Nach dem Diplom im Jahre 1966 folgte die Promotion an der damaligen Technischen Hochschule München 1969 und die Habilitation 1975.
Nach einer Tätigkeit als Assistent und Dozent wurde er 1980 auf den Lehrstuhl für Theoretische Kernphysik an der Technischen Universität München berufen. Er ist mit Peter Schuck Verfasser eines Standardlehrbuchs über das kernphysikalische Vielteilchenproblem (siehe Schriften). Beide erhielten 2018 den Lise-Meitner-Preis.
Er erhielt in Madrid den Humboldt-Mutis-Preis.

## Schriften
- Peter Ring, Peter Schuck: The Nuclear Many-Body Problem (= Theoretical and Mathematical Physics). Springer, Berlin Heidelberg 2004, ISBN 978-3-540-21206-5 (englisch, archive.org [abgerufen am 3. März 2025] Originaltitel: id. 1980.).